# Allantoma
Allantoma es un género con  especies de árboles perteneciente a la familia Lecythidaceae. Comprende 15 especies. 

## Especies
- Allantoma aulacocarpa
- Allantoma burchelliana
- Allantoma caudata
- Allantoma lineata
- Lista completa de especies

## Sinónimo
- Goeldinia